# Миомектомија
Миомектомија је инвазивних хируршких процедура у гинекологији којом се уклањају миоми материце (фиброаденоми, лејомиоми или неканцерозне израслине које се појављују у материци), који се најчешће јављају током репродуктивног периода, али се могу јавити и у било ком периоду живота жене.  Већина миома не мења своју величину током трудноће, али једна трећина може порасти у првом тромесечју.
Иако су подаци контрадикторни, и по једнима већина жена са фиброидима има трудноћу без икаквих догађаја, једна број доказа из литератури сугерише да су миоми материце повезани са повећаном стопом спонтаних побачаја, превременим порођајем, абрупцијом плаценте, неправилним положајем фетуса, порођајном дистоцијом, порођајем царским резом и постпорођајним крварењем. Имајући у виду све ово циљ хирурга током миомектомије је да уклони израслину која изазива симптоме и реконструише материцу како би жена могла норнмално да затрудни и одржи трудноћу.
Код жене након миомектомије губе се симптома миома, укључујући стерилитет, смањује тешко менструалног крварења и осећај притиска у карлици.

## Разлика између миомектомије и хистеректомије
За разлику од хистеректомије, током које се уклања целокупно ткиво материце, код миомектомије се уклања само ткиво миома, а оставља здраво ткиво материце, па многи сматрају да је миомектомија алтернатива за хистеректомију код жена које желе да задрже материцу. Међутим, након миомектомије постоји већи ризик од крварења и дужег оперативног времена него код хистеректомије, што може утицати на будућу плодност. Како фиброиди имају стопу рецидива од 15%, посебно код жена са вишеструким трудноћама и оних у трећој деценији живота, десет процената жена које су подвргнуте миомектомији на крају ће требати хистеректомију у року од 5-10 година након миомектомије.

## Индикације
Пре трудноће, миомектомија се може размотрити код жена са необјашњивом неплодношћу или поновљеним губитком трудноће, иако остаје нејасно да ли такве хируршке интервенције заиста побољшавају стопу плодности и перинатални исход.
Ретко се дешава да се фиброиди лече хируршки у првој половини трудноће. Међутим, ако је потребно, неколико студија је известило да се антепартална миомектомија може безбедно извести у првом и другом триместру трудноће.
Прихватљиве индикације укључују непоправљив бол због дегенерирајућег миома, посебно ако је субсерозан или на педукулацији, велики или брзо растући фиброид или било који велики фиброид (> 5 cm) који се налази у доњем сегменту материце.
Акушерски и неонатални исходи код жена које су подвргнуте миомектомији у трудноћи су упоредиве са онима код конзервативно лечених жена, иако су жене које су имале миомектомију током трудноће биле много вероватније порођане царским резом због забринутости због руптуре материце.

## Врсте операција
Дана постој три врсте миомектомије (у зависности од клиничке слике): хистероскопска, абдоминална и лапароскопска миомектомија. Све ове врсте миомектомија се раде под анестезијом.

### Хистероскопска миомектомија
Хистероскопска миомектомија је метода без хируршког реза. Изводи се тако што кроз природни отвор, вагине и грлић материце хирург убацује ресектоскоп у шупљину материце и уклања миом.
Примењује се у случајевима када се миом налази у самој матерничкој дупљи, односно ако се фиброид налази директно испод мукозног слоја материце и проминира  у њен лумен. 

### Абдоминална миомектомија
Абдоминална миомектомија, или метода отвореног приступа, изводи се тако што се кроз 2 реза  у доњем делу трбуха, "бикини линија"  приступа материци.  
Упркос дугом постоперативном периоду опоравка (до 6 недеља), ова операција омогућава да се сачува материца и њена функција рађања детета .

### Лапароскопска миомектомија
Када је, у последње време, минимално инвазивна хирургија постала све популарнија интервенција нагло се повећао и број операција миомектомије коришћењем лапароскопије, које према начину извођења могу бити две врсте:
Лапароскопска миомектомија (ЛМ), која се дефинише као метода енуклеација и припрема лежишта миома и његова екстракција, која се изводи искључиво лапароскопски. У ЛМ је неопходно интракорпорално шивање, што доводи до повећања тежине ове операције. У последњих неколико година, многи лапароскописти се обучавају да савладају технику интракорпоралног шивања чиме се повећава број операција ЛМ.
Лапароскопски потпомогнута миомектомија (ЛАМ), код које се прави мали рез, око 3 до 6 cm, у доњем делу трбука и преко овог отвора се врши шивање лежишта миома и његова екстракција. У ЛАМ-у се током интервенције користи ретрактор за абдоминални рез или ЛапДиск Мини.

## Компликације
Миомектомија је повезана са ризиком од могућих компликација, као што су:
- значајан губитак крви,

- постоперативне адхезије,

- потреба за царским резом при порођају.

Поред тога, у 42–55% случајева након миомектомије настају рецидиви миома, односно нови фиброиди у материци.